# 마이다 포토카르
마이다 포토카르(Majda Potokar, 1930년 3월 1일 ~ 2001년 4월 25일)는 슬로베니아의 배우이다. 유고슬라비아 영화제 골든 아레나 여우주연상 2회(1963, 1965) 수상자이다.